# Leon Kantelberg
Leonardus Franciscus Emanuel (Leon) Kantelberg (Eindhoven, 15 juli 1978) is een Nederlandse voetbaltrainer en voormalig voetballer die als middenvelder speelde. Kantelberg speelde van 1997 tot en met 2012 in het betaald voetbal voor Helmond Sport, FC Utrecht, FC Groningen, Stormvogels Telstar, VVV-Venlo en FC Eindhoven. Daarnaast kwam hij driemaal uit voor het nationale elftal van de Nederlandse Antillen.

## Spelersloopbaan
Kantelberg begon met voetballen bij de Eindhovense amateurclub ESV. Na een jaar in de jeugdopleiding van PSV te hebben gespeeld kwam hij bij FC Eindhoven terecht, waar hij uiteindelijk in het tweede elftal kwam te spelen. Vervolgens ging hij in 1997 zijn trainer Mario Verlijsdonk achterna naar Helmond Sport, waar hij op de eerste speeldag van het seizoen 1997/98 in een met 2-1 gewonnen uitwedstrijd bij Telstar als invaller voor Bertram Kreekels zijn debuut maakte in de Eerste divisie. In zijn debuutjaar speelde hij alle 34 competitiewedstrijden en trok hij de aandacht van Eredivisionist FC Utrecht, dat hem overnam voor het seizoen daarop. Mede door blessures werd dit echter geen succes. Hij speelde slechts één competitiewedstrijd voor FC Utrecht en werd tot twee keer toe uitgeleend aan FC Groningen, dat toentertijd in de Eerste Divisie uitkwam. In 2000 wist FC Groningen via de nacompetitie te promoveren naar de Eredivisie.
In november 2000 keerde Kantelberg terug bij Helmond Sport en groeide daar uit tot een volwaardige Eerste-divisievoetballer. Via tweeënhalf jaar Helmond Sport en twee seizoenen Stormvogels Telstar belandde hij in 2005 bij VVV-Venlo. In zijn vier seizoenen in Venlo wist de club tweemaal promotie naar de Eredivisie af te dwingen.
In eerste instantie zou Kantelberg in de zomer van 2009, nadat zijn contract bij VVV was afgelopen, naar zondaghoofdklasser JVC Cuijk gaan. Die club zegde hij echter af toen FC Eindhoven zich meldde. Hij speelde uiteindelijk drie seizoenen voor de club, met daarin als grootste succes in maart 2010 het behalen van de clubs eerste periodetitel sinds 1998. FC Eindhoven wist vervolgens in de eerste ronde van de play-offs om promotie/degradatie AGOVV Apeldoorn te verslaan en werd daarna met één doelpunt verschil uitgeschakeld door toenmalig Eredivisionist Willem II. Op 26 mei 2012 maakte Kantelberg bekend te stoppen als speler en bij FC Eindhoven een kantoorfunctie rondom merchandising te gaan bekleden.
In het seizoen 2012/2013 speelde Kantelberg zaalvoetbal voor CFE Ciba/VDL Groep, waarmee hij het Nederlands landskampioenschap won. Aan het eind van het seizoen maakte hij bekend vanwege knieklachten te stoppen met spelen in de zaal en weer veldvoetbal te gaan spelen bij amateurclub Nieuw Woensel. Daar stopte hij medio 2014 vanwege aanhoudende knieklachten.

## Statistieken
| Seizoen         | Club                | Competitie      | Competitie | Competitie | Beker | Beker | Playoff | Playoff | Totaal | Totaal |
| Seizoen         | Club                | Competitie      | Wed.       | Dlp.       | Wed.  | Dlp.  | Wed.    | Dlp.    | Wed.   | Dlp.   |
| --------------- | ------------------- | --------------- | ---------- | ---------- | ----- | ----- | ------- | ------- | ------ | ------ |
| 1997/98         | Helmond Sport       | Eerste divisie  | 34         | 5          | ?     | 1     | —       | —       | ??     | 6      |
| 1998/99         | FC Utrecht          | Eredivisie      | 1          | 0          | 2     | 1     | —       | —       | 3      | 1      |
| 1998/99         | → FC Groningen      | Eerste divisie  | 1          | 0          | 0     | 0     | —       | —       | 0      | 0      |
| 1999/00         | FC Utrecht          | Eredivisie      | 0          | 0          | 0     | 0     | 0       | 0       | 0      | 0      |
| 1999/00         | → FC Groningen      | Eerste divisie  | 7          | 0          | 0     | 0     | 2       | 0       | 9      | 0      |
| 2000/01         | FC Utrecht          | Eredivisie      | 0          | 0          | 0     | 0     | —       | —       | 0      | 0      |
| 2000/01         | Helmond Sport       | Eerste divisie  | 12         | 0          | 0     | 0     | —       | —       | 12     | 0      |
| 2001/02         | Helmond Sport       | Eerste divisie  | 28         | 0          | ?     | 0     | —       | —       | ??     | 0      |
| 2002/03         | Helmond Sport       | Eerste divisie  | 29         | 14         | ?     | 1     | ?       | 2       | ??     | 17     |
| 2003/04         | Stormvogels Telstar | Eerste divisie  | 36         | 7          | ?     | 0     | —       | —       | ??     | 7      |
| 2004/05         | Stormvogels Telstar | Eerste divisie  | 34         | 15         | 3     | 1     | 6       | 5       | 43     | 21     |
| 2005/06         | VVV-Venlo           | Eerste divisie  | 36         | 5          | 3     | 4     | 2       | 0       | 41     | 9      |
| 2006/07         | VVV-Venlo           | Eerste divisie  | 24         | 3          | 0     | 0     | 6       | 1       | 30     | 4      |
| 2007/08         | VVV-Venlo           | Eredivisie      | 16         | 3          | 1     | 0     | 0       | 0       | 17     | 3      |
| 2008/09         | VVV-Venlo           | Eerste divisie  | 30         | 6          | 1     | 0     | —       | —       | 31     | 6      |
| 2009/10         | FC Eindhoven        | Eerste divisie  | 33         | 11         | 1     | 1     | 4       | 2       | 38     | 14     |
| 2010/11         | FC Eindhoven        | Eerste divisie  | 26         | 2          | 1     | 0     | —       | —       | 27     | 2      |
| 2011/12         | FC Eindhoven        | Eerste divisie  | 14         | 1          | 3     | 1     | 1       | 0       | 18     | 2      |
| Carrière totaal | Carrière totaal     | Carrière totaal | 361        | 72         | ??    | 10    | ??      | 10      | ???    | 92     |

## Interlandcarrière
Kantelberg speelde vier interlands voor de Nederlandse Antillen, waarvan drie WK-kwalificatiewedstrijden.
| Interlands van Leon Kantelberg voor Nederlandse Antillen | Interlands van Leon Kantelberg voor Nederlandse Antillen | Interlands van Leon Kantelberg voor Nederlandse Antillen | Interlands van Leon Kantelberg voor Nederlandse Antillen | Interlands van Leon Kantelberg voor Nederlandse Antillen | Interlands van Leon Kantelberg voor Nederlandse Antillen |
| №                                                        | Datum                                                    | Wedstrijd                                                | Uitslag                                                  | Competitie                                               | Speeltijd                                                |
| Als speler bij Stormvogels Telstar                       | Als speler bij Stormvogels Telstar                       | Als speler bij Stormvogels Telstar                       | Als speler bij Stormvogels Telstar                       | Als speler bij Stormvogels Telstar                       | Als speler bij Stormvogels Telstar                       |
| -------------------------------------------------------- | -------------------------------------------------------- | -------------------------------------------------------- | -------------------------------------------------------- | -------------------------------------------------------- | -------------------------------------------------------- |
| 1                                                        | 18 februari 2004                                         | Antigua en Barbuda – Nederlandse Antillen                | 2 – 0                                                    | WK 2006-kwalificatie                                     | In de 32e minuut vervangen door Rocky Siberie            |
| 2                                                        | 19 juni 2004                                             | Honduras – Nederlandse Antillen                          | 4 – 0                                                    | WK 2006-kwalificatie                                     | In de 48e minuut ingevallen voor Shalimar Jones          |
| Als speler bij VVV-Venlo                                 |                                                          |                                                          |                                                          |                                                          |                                                          |
| 3                                                        | 6 februari 2008                                          | Nicaragua – Nederlandse Antillen                         | 0 – 1                                                    | WK 2010-kwalificatie                                     | In de 86e minuut ingevallen voor Revy Rosalia            |
| 4                                                        | 9 juni 2008                                              | Nederlandse Antillen – Venezuela                         | 0 – 1                                                    | Vriendschappelijk                                        | In de 46e minuut ingevallen voor Dyron Daal              |

## Trainersloopbaan
In 2016 ging Kantelberg aan de slag als jeugdtrainer bij FC Eindhoven waar hij vanaf 2021 het beloftenelftal onder zijn hoede had. Daarnaast was hij operationeel manager van de FC Eindhoven Academy. Met ingang van 1 januari 2023 ging hij deze werkzaamheden combineren met het hoofdtrainerschap van FC Eindhoven AV.